# Jan Horodnicki
Jan Marian Horodnicki (ur. 5 maja 1934 w Poczapińcach, zm. 1 grudnia 2016) – polski lekarz psychiatra, profesor nauk medycznych, nauczyciel akademicki Pomorskiego Uniwersytetu Medycznego w Szczecinie.

## Życiorys
Po uzyskaniu habilitacji w Akademii Medycznej we Wrocławiu w latach 70. objął funkcję kierownika Kliniki Psychiatrii Pomorskiej Akademii Medycznej w Szczecinie. Był promotorem licznych prac doktorskich oraz recenzentem pracy doktorskich i habilitacyjnych. Od 2008 był członkiem zarządu Polskiego Towarzystwa Lekarskiego.
W 1989 bez powodzenia ubiegał się o mandat senatorski z ramienia Stronnictwa Demokratycznego.

## Wybrane publikacje
- Niektóre zagadnienia przemiany glukozy w leukocytach krwi obwodowej chorych na schizofrenię, Zakład Narodowy im. Ossolińskich, Wrocław 1977.